# نيشان تيماسك
نيشان تيماسك (بالإنجليزية: Order of Temasek)‏ هو ثاني أرفع وسام شرف لسنغافورة وقد تأسّس في عام 1962. وهو وسام دولة يمنحه رئيس سنغافورة لمواطني سنغافورة فقط. يجوز منحها لغير المواطنين فقط في ظل ظروف خاصة.
اعتبارًا من 29 يوليو 2019 يتكون النيشان من ثلاث درجات مختلفة:
- نيشان تيماسك (بامتياز عال)
- نيشان تيماسك (بامتياز)
- نيشان تيماسك.

تنص قواعد الجائزة على أنه لا يجوز قبول أكثر من 12 شخصًا (بخلاف الأشخاص المقبولين بصفة فخرية) في نيشان تيماسك (بدرجة امتياز عالية) في أي وقت. اعتبارًا من أغسطس 2020، يوجد حاليًا 8 أشخاص في نيشان تيماسك (بامتياز عالٍ). لا يوجد حد لعدد الأشخاص المقبولين في الصفين الآخرين.

## التاريخ
تم وضع النظام لأول مرة في عام 1962. كان ذلك الحين أهم تكريم وطني. سيتكون النيشان من اثني عشر عضوًا فقط، مع منح يانغ دي بيرتوان نيغارا العضوية بناءً على نصيحة من رئيس الوزراء. سيتم تعيين مستشار من قبل يانغ دي بيرتوان نيجارا من بين أعضاء النظام الذين سيحملون ختم النيشان. أي أوامر قضائية صادرة بالنيشان سيتم التوقيع عليها من قبل كل من المستشار ويانغ ديبيرتوان نيغارا.
أصبح هذا النيشان ثاني أهم نيشان وطني في عام 1970، عندما تم إنشاء نجمة تيماسك (Bintang Temasek) وتم ترتيبها على جميع الطلبات والميداليات الأخرى.
ومنذ ذلك الحين تم تعديل القواعد التي تحكم النيشان عدة مرات. نُشرت إشعارات الجريدة الرسمية بشأن القواعد التي أسست النيشان في 1975 و1996 و2019. ستلغي قواعد عام 1996 قواعد عام 1975. مع قواعد عام 1996 سيكون هناك 3 درجات من الترتيب، الدرجة الأولى والدرجة الثانية والدرجة الثالثة. يمكن قبول مواطني سنغافورة فقط في النيشان، مع قبول المواطنين غير السنغافوريين بصفة فخرية. سيكون للصف الأول سعة محدودة لاثني عشر عضوًا، في حين أن الدرجات الأخرى ليس لها مثل هذا التقييد. سيتحمل ختم النيشان تصميم الشارة.
سيتم تمييز الأعضاء بمواقف الشارة ونجمة النيشان على ملابسهم. يرتدي أعضاء الدرجة الأولى شارتهم الورك الأيمن من وشاح يمر فوق الكتف الأيسر وتحت الذراع اليمنى، ونجمة يرتدونها على الجانب الأيسر من ملابسهم الخارجية. يرتدي أعضاء الدرجة الثانية شارتهم معلقة حول الرقبة من الشريط، ويجب ارتداء نجمتهم على الجانب الأيسر من ملابسهم الخارجية. لن يكون لأعضاء الدرجة الثالثة سوى شارة النيشان، ويجب ارتداؤها معلقةً حول الرقبة من الشريط.
عادة، يمكن قبول مواطني سنغافورة فقط في النيشان، ولكن في ظروف خاصة يمكن أيضًا قبول المواطنين غير السنغافوريين بصفة فخرية.
في عام 2019 تم تعديل قواعد 1996 لتحديث تصنيف درجات الترتيب. ستعرف الدرجات باسم:
- نيشان تيماسك (بامتياز عال)
- نيشان تيماسك (بامتياز)
- نيشان تيماسك.

سيتم أيضًا تطبيق التسمية المحدثة بأثر رجعي على الأعضاء الممنوحين بموجب التسمية السابقة.

## المستلمون
| السنة | الدرجة (إن وُجدت)     | المستلم                  | الملاحظات                                                                           | المصدر        |
| ----- | -------------------- | ------------------------ | ----------------------------------------------------------------------------------- | ------------- |
| 1962  |                      | ليم كيم سان              | وزير مجلس الوزراء السابق لسنغافورة؛ رئيس مجلس الإدارة السابق لمجلس الإسكان والتعمير | [ 3 ]         |
| 1963  |                      | يوسف بن إسحاق            | أول رئيس لسنغافورة                                                                  |               |
| 1967  |                      | إيساكو ساتو              | رئيس وزراء اليابان                                                                  |               |
| 1972  | الدرجة الأولى (فخري) | إليزابيث الثانية         | ملكة المملكة المتحدة                                                                | [ 3 ]         |
| 1972  | الدرجة الأولى (فخري) | فيليب دوق إدنبرة         | أمير يوناني الأصل في المملكة المتحدة وقرين ملكي                                     | [ 6 ] [ 7 ]   |
| 1974  | الدرجة الأولى (فخري) | فرديناند ماركوس          | رئيس الفلبين                                                                        | [ 8 ]         |
| 1985  | الدرجة الأولى        | جوه كنج سوي              | نائب رئيس وزراء سنغافورة السابق                                                     | [ 3 ] [ 9 ]   |
| 1990  | الدرجة الأولى        | سيناثامبي راجاراتنام     | نائب رئيس وزراء سنغافورة السابق                                                     | [ 3 ]         |
| 1990  | الدرجة الأولى (فخري) | حسن البلقية              | سلطان بروناي                                                                        |               |
| 1993  | الدرجة الأولى        | وي كيم وي                | رئيس سنغافورة السابق                                                                | [ 10 ]        |
| 1999  | الدرجة الأولى        | يونغ بونغ هو             | الرئيس السابق للمحكمة العليا في سنغافورة                                            |               |
| 2005  | (فخري)               | سراج الدين جمل الليل     | يانغ دي-برتوان أغونغ من ماليزيا                                                     |               |
| 2007  | الدرجة الثانية       | سوبياه دانابالان         | رئيس مجلس الإدارة السابق لتماسيك القابضة                                            |               |
| 2008  | الدرجة الثانية       | تشان سيك كيونج           | رئيس قضاة سنغافورة السابق                                                           |               |
| 2009  | الدرجة الأولى (فخري) | قابوس بن سعيد            | سلطان عُمان                                                                          | [بحاجة لمصدر] |
| 2013  | الدرجة الأولى        | سيلابان راما ناطان       | رئيس سنغافورة السابق                                                                | [ 11 ]        |
| 2014  | الدرجة الأولى (فخري) | سوسيلو بامبانغ يودهويونو | رئيس إندونيسيا                                                                      | [ 12 ]        |
| 2015  | الدرجة الأولى        | سوبياه دانابالان         | الرئيس السابق لتيماسك القابضة؛ عضو مجلس مستشاري الرئاسة                             | [ 13 ]        |
| 2018  | الدرجة الأولى        | توني تان                 | رئيس سنغافورة السابق                                                                | [ 14 ]        |
| 2019  | بامتياز              | جوزيف بيلاي              | رئيس مجلس مستشاري الرئاسة سابقاً                                                     | [ 15 ]        |
| 2020  | بامتيازٍ عالٍ          | شونموغام جاياكومار       | مستشار قانوني أول لوزير الخارجية                                                    | [ 16 ] [ 17 ] |

## روابط خارجية
- الموقع الرسمي